# Hamur (district)
Hamur is een Turks district in de provincie Ağrı en telt 22.770 inwoners (2007). Het district heeft een oppervlakte van 915,5 km². Hoofdplaats is Hamur.
De bevolkingsontwikkeling van het district is weergegeven in onderstaande tabel.
| 1997   | 2000   | 2007   | 2016   |
| ------ | ------ | ------ | ------ |
| 21.795 | 22.052 | 22.770 | 18.724 |